# Cathy Battistessa
Cathy Battistessa is een Brits zangeres, songwriter en optreedster (performer). Ze is woonachtig op Ibiza.
Battistessa was als eerst in 1997 te horen op de gemixte verzamel-cd 'Kris Needs Must!'. Ze verzorgde de vocalen voor het nummer 'Dreamer' van Longmen (echte naam: Leeroy Thornhill). Ze werd bekend door nummers als "More Than Ever People", "Oh Home", "Da Riva" en "Speck of Gold" (met Afterlife). Ook schreef ze samen met DJ Luck & MC Neat (Joel Samuels & Michael Anthony Rose) het nummer "A Little Bit Of Luck", dat een Top 10 hitnotering kreeg in het Verenigd Koninkrijk.
Ze staat op vele compilatie-cd's, waaronder de bekende Café del Mar en Ibiza lounge serie.